# Manifestation des 25 et 26 octobre 2014 contre le barrage de Sivens
Pour un article plus général, voir Chronologie du projet de barrage de Sivens.
La manifestation des 25 et 26 octobre 2014 contre le barrage de Sivens constitue le point d'orgue d'un mouvement de contestation du projet de barrage de Sivens envisagé sur le cours du Tescou, un affluent du Tarn dans le bassin de la Garonne. Elle a lieu sur le territoire de la commune de Lisle-sur-Tarn dans le Tarn.
Commencée dans le calme, la manifestation évolue dans la nuit du 25 au 26 en affrontements violents entre des activistes et les forces de l'ordre. Le 26, un tir de grenade offensive tue Rémi Fraisse, un militant écologiste de 21 ans.
Les conséquences immédiates sont la suspension des travaux et l'interdiction définitive de l'usage de ces grenades offensives dans l'exercice du maintien de l'ordre.

## Manifestation de réoccupation

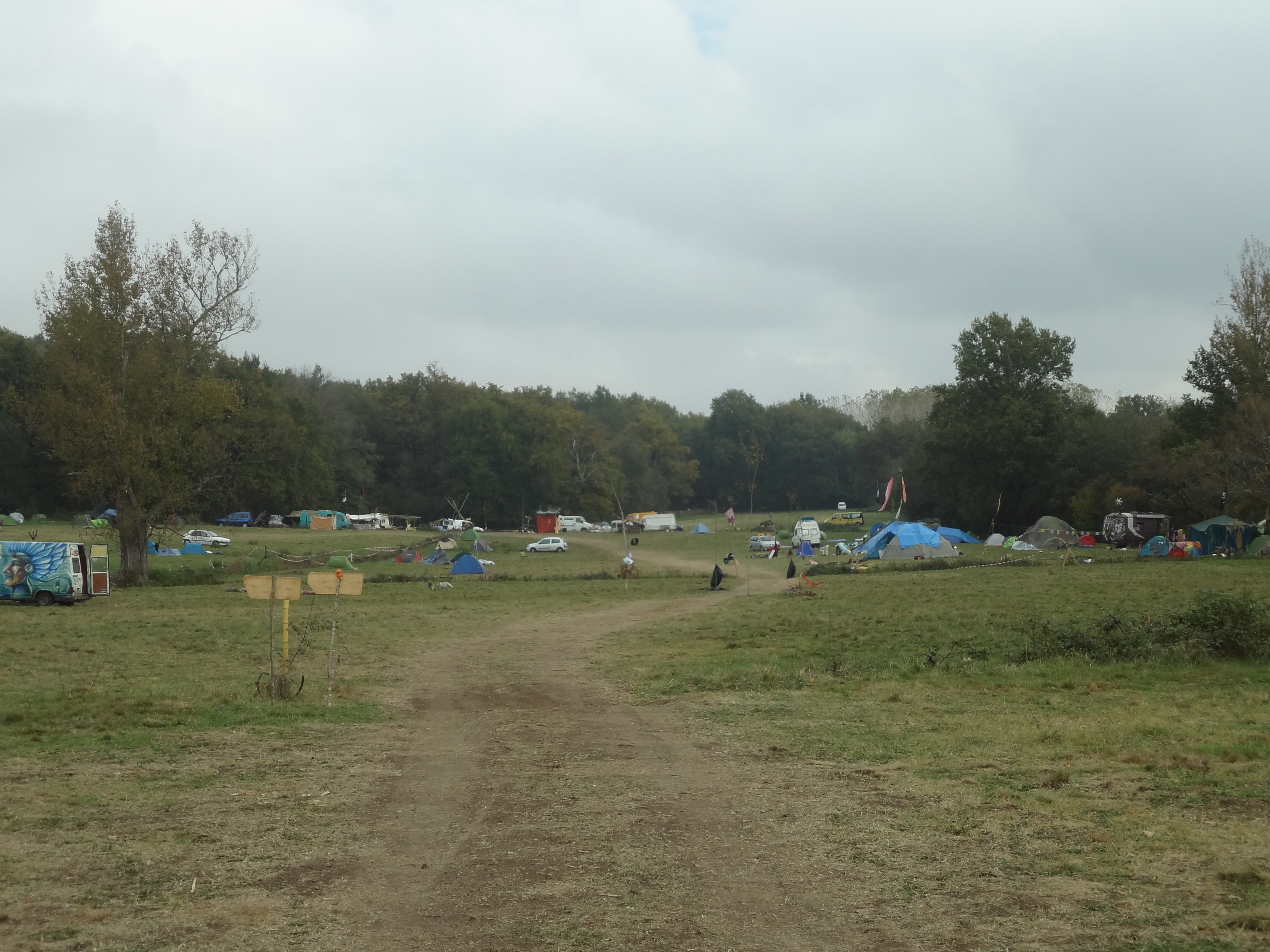
Camp de la Métairie Neuve, sur le haut de la ZAD.

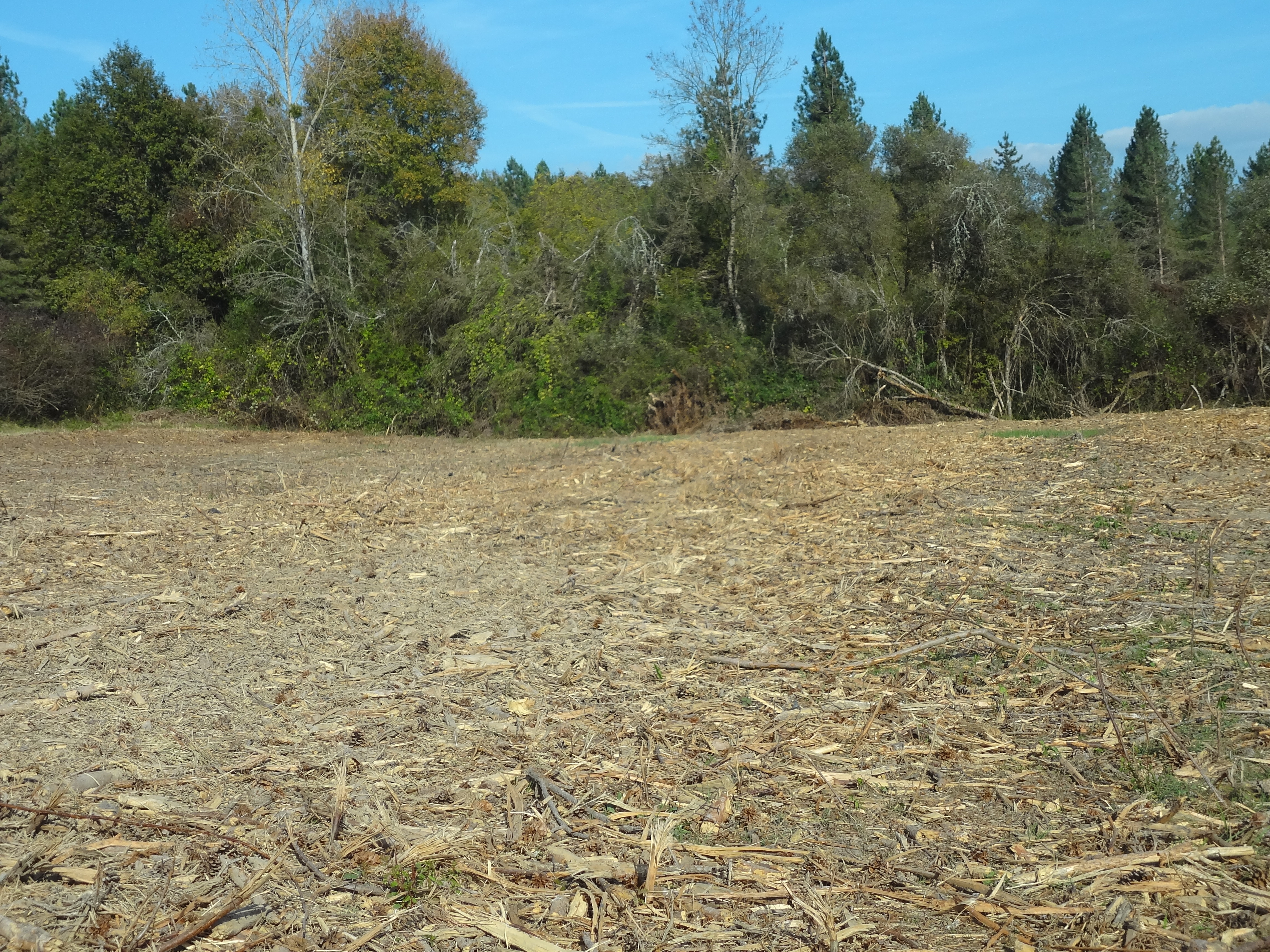
La forêt après le passage des abatteuses en septembre 2014.

Le week-end des 25 et 26 octobre 2014, plusieurs milliers de personnes – parmi lesquelles José Bové (député européen du Groupe des Verts /ALE au Parlement européen  ancien port-parole de la Confédération paysanne), Pascal Durand (député européen EELV) et Jean-Luc Mélenchon (député européen Parti de gauche) – se rassemblent au Testet pour s’opposer à la construction du barrage,.
Avant le début du rassemblement, la préfecture décide d'évacuer le chantier ainsi que tout le matériel. Les gendarmes mobiles présents pour protéger le chantier sont retirés. Seul, à côté d'une cabane de chantier, un générateur électrique équipé de projecteurs reste sur place. Celle-ci est gardée par trois vigiles. Dans la nuit du 24 au 25, « un groupe d'une trentaine de personnes » incendie cette cabane et ce générateur. Ceci provoque probablement le retour des forces de l'ordre,.
Le samedi 25, Jean-Luc Mélenchon indique qu'il a été agressé par des manifestants cagoulés qui lui jettent des pierres,. Jean-Luc Mélenchon réussit à s'échapper et affirme qu'il s'agit de militants d'extrême droite qui ont infiltré les manifestants. Cécile Duflot tient des propos similaires « les violences de Sivens, de Gaillac et d’Albi impliqueraient « des éléments d’extrême droite […]. ».
Autour de la cabane de chantier incendiée la veille, la gendarmerie revient sur le site alors que les CRS se retirent eux à 18 heures. L'avocat de la famille Fraisse s'étonne du déploiement de forces qui ne protègent rien. Selon la journaliste Louise Fessard, dans l'après-midi, plusieurs centaines de policiers antiémeutes sont présents sur le chantier, malgré la promesse du préfet : un policier syndiqué s'étonne de cette présence alors « qu'il n'y avait ni risque ni d'atteinte aux biens ou aux personnes » ; un haut fonctionnaire relève que cette zone était loin d'être vitale. Alors que dans leurs interventions publiques suivant la mort de Rémi Fraisse, le préfet du Tarn (9 novembre) comme le ministre de l'Intérieur Bernard Cazeneuve (le 9 novembre, en réponse à une question du député François de Rugy) réfutaient avoir donné des consignes de fermeté. Selon Mediapart, les documents d'enquête indiqueraient le contraire : non seulement la préfecture aurait donné aux gendarmes des consignes « d'extrême fermeté », mais ils auraient aussi reçu de la direction nationale l'ordre de procéder à des interpellations.
Le lendemain, selon le commandant du groupement de gendarmerie du Tarn, 2 000 personnes manifestaient pacifiquement, mais « 100 à 150 anarchistes encagoulés et tout de noir vêtus [qui] ont jeté des engins incendiaires » sur les forces de l'ordre.
Un journaliste de Libération évoque une cinquantaine d'individus « vêtus de noirs et gantés, visages dissimulés, pour beaucoup équipés de masques à gaz, ou armés de bâtons » et qui vont à l'affrontement, utilisant des cocktails molotov, malgré les consignes des organisateurs. Certains d'entre eux sont des black blocs.
Selon Mediapart, dans la nuit du 25 au 26 octobre, plus de 700 grenades de tous types ont été tirées, dont le journal donne le détail par catégorie, dont 42 de type « OF F1 ». Dans un premier temps, le journal avait annoncé 400 grenades dont 40 « OF F1 », ce qui avait amené une réponse du directeur général de la gendarmerie nationale Denis Favier, affirmant que seulement 23 grenades OF F1 ont été tirées. Selon le rapport officiel établi le 13 novembre 2014 par deux inspecteurs généraux respectivement de l'IGGN et de l'IGPN, « dans la seule nuit du 25 au 26 octobre 2014 (de 00h20 à 03h27), en trois heures d'engagement de haute intensité, on dénombre le tir de 237 grenades lacrymogènes (dont 33 à main), 38 grenades GLI F4 (dont 8 à main) et 23 grenades offensives F1 (dont une qui a tué Rémi Fraisse), ainsi que de 41 balles de défense avec lanceur de 40 x 46 mm ». Ces centaines de tirs de grenades, offensives, assourdissantes, de désencerclement, lacrymogènes de tous types, causent un grand nombre de blessés chez les manifestants. Lorsqu'un opposant est blessé par une de ces grenades, puis évacué par les zadistes, les gendarmes prennent pour cible le groupe du blessé ; Tristan Berteloot, journaliste de Libération, commente : « Le combat n'est pas équitable ».
Denis Favier indique par ailleurs que des vidéos tournées par les forces de l'ordre durant la scène ont été versées au dossier, celles-ci attestent selon lui des violences envers les forces de l'ordre,. Il affirme que les gendarmes « pendant des heures ont été harcelés, ont fait l'objet de tirs de pierres, de tirs de boulons, de cocktails Molotov, et ont été malmenés par des gens qui avaient très clairement la volonté d'en découdre » et que deux gendarmes ont été blessés. Le rapport officiel de la nuit du 25 au 26, cependant, compte six blessés chez les CRS (dont une ITT de trente jours) mais aucun chez les gendarmes mobiles (un la nuit précédente). Selon Le Monde, d’après la commission rogatoire de l’Inspection générale de la gendarmerie nationale (IGGN) déposée auprès de la juge Anissa Oumohand, les contradictions dominent : un gendarme du peloton n’a « pas vu de cocktail Molotov », un autre est « certain » d’en avoir vu, tandis qu’un troisième en a vu un éclater « à une dizaine de mètres » devant eux. Sur la vidéo filmée par les CRS, aucun cocktail Molotov n’est visible, note un enquêteur. Selon Le Monde, s'il y a eu quelques cocktails Molotov lancés, ils l'étaient loin des militaires, et d’après la commission rogatoire de l’Inspection générale de la gendarmerie nationale (IGGN) déposée auprès de la juge Anissa Oumohand ceux-ci étaient bien protégés dans un endroit sécurisé et le seul blessé côté gendarme s'est fait mal au genou en trébuchant.

## Mort de Rémi Fraisse
Cette section devrait être déplacée dans l'article Mort de Rémi Fraisse.
Pour plus d’informations, se reporter en page de discussion. (novembre 2024)
Rémi Fraisse (né le 31 août 1993 à Toulouse), militant écologiste et fils de Jean-Pierre Fraisse, élu de Plaisance-du-Touch, dans la banlieue de Toulouse, est tué par un tir de grenade offensive. Il était bénévole au groupe botanique de l'association Nature Midi-Pyrénées, affiliée à France Nature Environnement.
Selon les proches de Rémi Fraisse présents au moment du drame, c'est peu avant deux heures du matin, le dimanche 26 octobre 2014, que ce dernier décide avec quelques amis d'aller assister aux affrontements entre un groupe de manifestants et des forces de l'ordre, en tant que simples badauds. Rémi Fraisse avait un peu bu, « mais n'était pas ivre » affirme son amie. Selon les informations d'Europe 1, Rémi Fraisse avait une alcoolémie de 1,5 gramme par litre de sang. Il rejoint le mouvement dans l'après-midi. Devant les affrontements, il réagit spontanément et se précipite, en criant « Allez, faut y aller ! », sans aucune protection ; il se trouvait alors près d'un « groupe de pacifistes » venus assister aux affrontements. Cette version des faits sera contestée lors des dépositions par des témoins lors de l’enquête judiciaire : certains aurait vu Rémi Fraisse lever les bras devant les gendarmes, d’autres l’auraient entendu leur crier « Arrêtez ! ». L'avocat du gendarme qui a lancé la grenade indique : « nous sommes convaincus que Rémi Fraisse était pacifiste, mais il se trouvait à cet instant-là au milieu de casseurs armés ».
Entre 1 h 40 et 1 h 50 du matin, le maréchal des logis chef « J. » lance une grenade offensive « OF F1 » en l’air en direction d’un groupe de quatre à cinq jeunes, dont fait partie Rémi Fraisse, et qui d'après le témoignage des gendarmes "jettent des pierres et des mottes de terre". L'avocat du gendarme en question déclare que les gendarmes ont subi pendant des heures « des jets de cocktails molotov, de bouteilles incendiaires, et des pavés » lancés par environ 150 manifestants. Selon Le Monde, s'il y a eu quelques cocktails Molotov lancés, ils l'étaient loin des militaires, et d’après la commission rogatoire de l’Inspection générale de la gendarmerie nationale (IGGN), les gendarmes étaient bien protégés dans un endroit sécurisé et le seul blessé côté gendarme s'est fait mal au genou en trébuchant.
Le gendarme a aperçu un « groupe de quatre ou cinq personnes se rapprocher ». Il renouvelle l'ordre de s'éloigner, « avant d'annoncer l'envoi d'une grenade qu'il a finalement lancée en visant une zone à mi-chemin entre le grillage et la position estimée du groupe des assaillants ». La commission rogatoire de l’Inspection générale de la gendarmerie nationale (IGGN) conclut que les sommations dites réglementaires ont été réalisées sans mégaphone, qui était en panne, tout comme le projecteur, tandis que les jumelles de surveillance nocturne n'ont, selon deux gendarmes, pas été utilisées.
Le Monde remarque que « A 1 heure du matin, quand le commandant de gendarmerie mobile autorise l’usage de grenades offensives, il précise étrangement au centre opérationnel : « Terrain tenu, pas de gros soucis. » » et suggère que l’objectif des gendarmes était de procéder à des interpellations et non de se défendre, ce que confirme le commandant, disant avoir reçu cette consigne du patron de la gendarmerie départementale. Le site d’information Reporterre a affirmé le mercredi 21 octobre qu’un assaut des gendarmes avait précédé le lancer de grenade mais Le Monde remarque qu'aucun des témoins cités n’a été entendu par les enquêteurs.
Selon le directeur de la gendarmerie Denis Favier, la grenade est lancée en cloche à une distance de 10 à 15 mètres. Pourtant, la procédure d'utilisation de ce type de grenade impose de les jeter au sol, afin de diminuer les risques de blessures graves. En effet, les capacités mortelles de ce type de grenade avaient déjà été constatées par le passé : en juillet 1977, Vital Michalon, un professeur de physique de 31 ans, a été tué par l'explosion d'une grenade offensive, alors qu'il manifestait à Creys-Malville contre le surgénérateur de Superphénix. Des gendarmes observent alors qu'un manifestant touché par la grenade s’effondre sur le coup.
À 1 h 53 précise, un ordre est donné de stopper les tirs de grenades lacrymogènes instantanées « GLI F4 », et de laisser le manifestant inanimé là où il se trouve : « Stop pour les F4 ! Il est là-bas, le mec. OK, pour l’instant, on le laisse ». 

À 2 h 00 il est décidé d'aller le secourir. Un peloton d'intervention fait alors une sortie pour ramener le corps inerte et des gestes de premiers secours sont donnés par l'infirmier de l'escadron. Selon l'avocat du gendarme qui a lancé la grenade, l'évacuation de Rémi Fraisse s'est effectuée sous les jets de projectiles.

Dès 2 h 3, un gendarme s'écrie « Il est décédé, le mec… Là, c'est vachement grave… » et en ajoute « Faut pas qu'ils le sachent… ».
Interrogé à 4 h 30 du matin, le lieutenant-colonel Bertrand Loddé, commandant du groupement de gendarmes mobiles GGM IV/2 de Limoges, commandant ici le dispositif (composé de trois escadrons de gendarmes mobiles et un de CRS) explique alors la manière d’opérer de ses troupes au cours de la nuit : « Je tiens à préciser que le préfet du Tarn (…) nous avait demandé de faire preuve d’une extrême fermeté vis-à-vis des opposants par rapport à toute forme de violences envers les forces de l’ordre. ».
Selon plusieurs témoignages confirmés par les enregistrements des conversations des gendarmes, la gendarmerie mobile se rend immédiatement compte de sa mort, puis opère ensuite une sortie pour récupérer le corps, avant de l'évacuer et de continuer de s'opposer aux manifestants, notamment en tirant de nouvelles grenades, moins dangereuses. Un autre témoin anonyme rapporte avoir vu Rémi tomber devant lui puis essayé en vain de le tirer par les jambes avec une autre personne. Les forces antiémeutes sont alors venues le récupérer (et lui ont donné deux ou trois coups de matraque) et l'ont tiré par les bras sur cent mètres, sa tête rebondissant sur le sol. Les premiers secours lui sont apportés, mais il est déjà mort,.
Environ dix manifestants ne peuvent être soignés sur place par l'équipe médicale auto-organisée et sont évacués à l'hôpital. Trois sont touchés à la tête par des tirs de gomme-cogne. Plusieurs témoins affirment que les soignants volontaires secourant les zadistes blessés sont eux aussi pris pour cible par les gendarmes.

Rassemblement, affrontements et vues du site
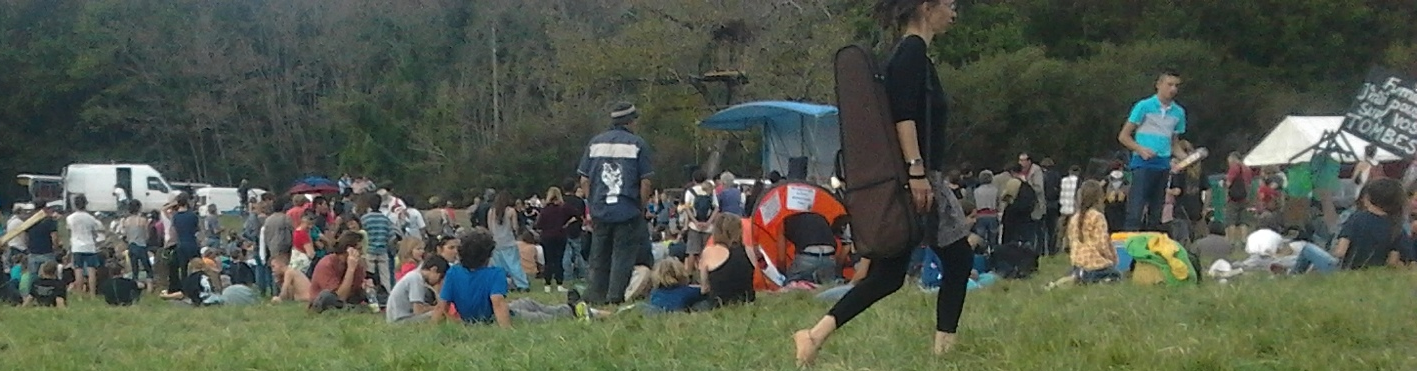
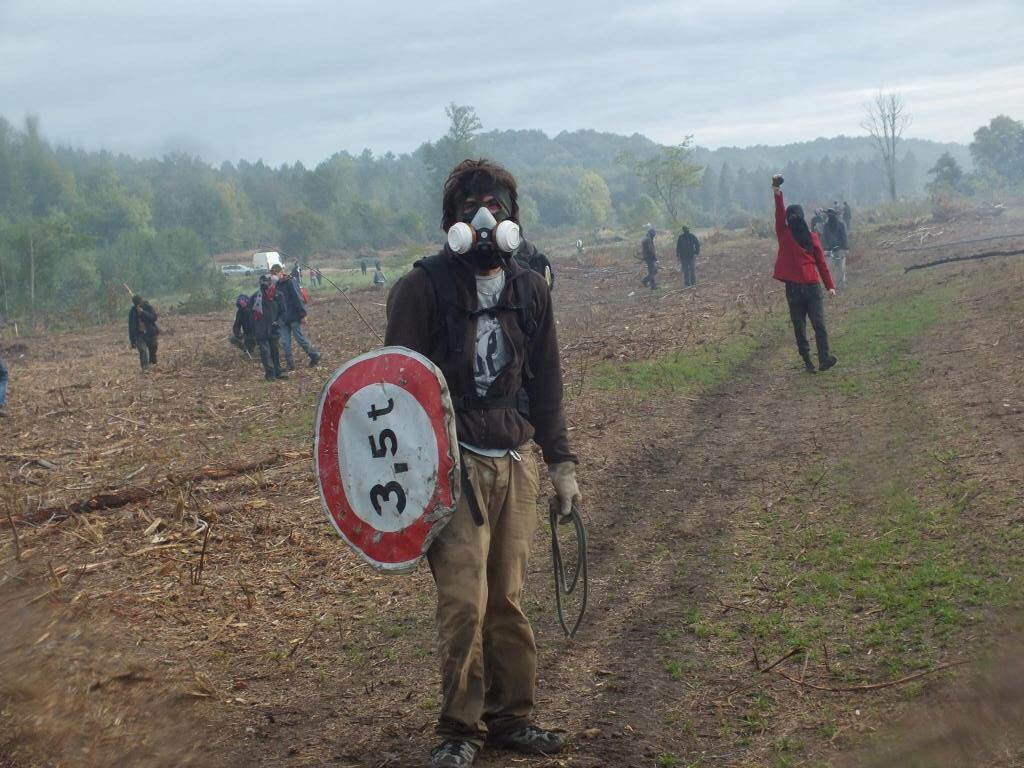
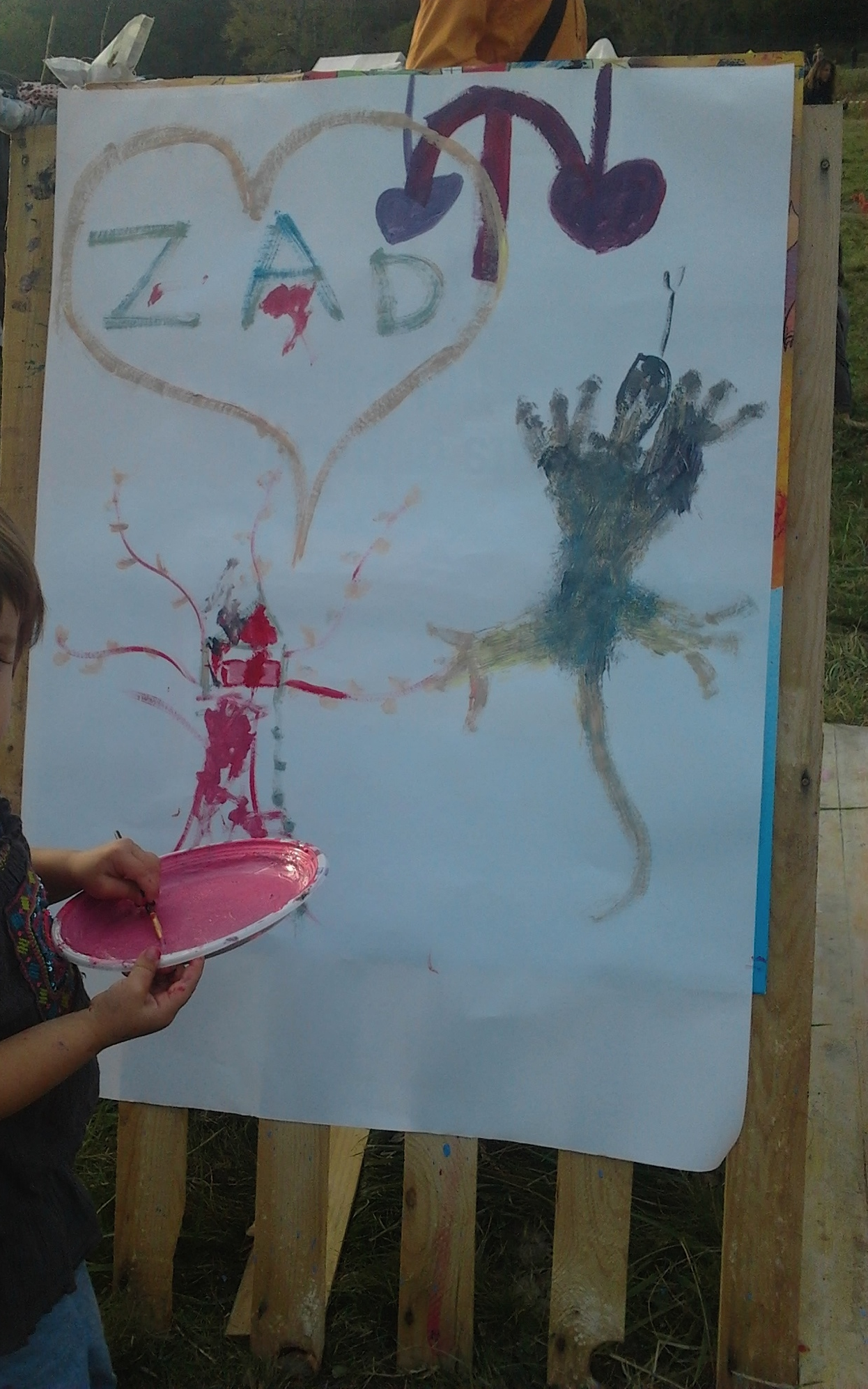
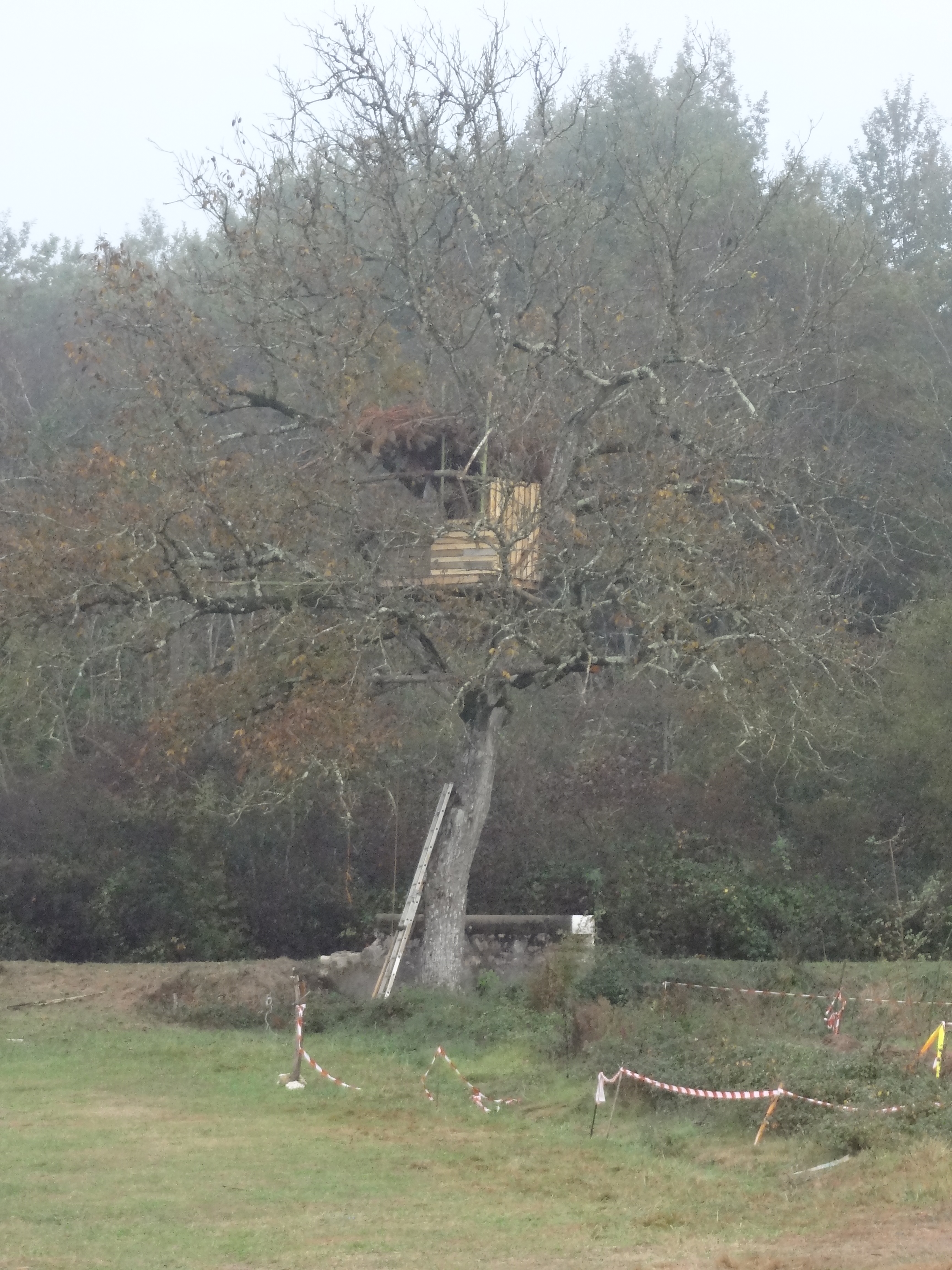
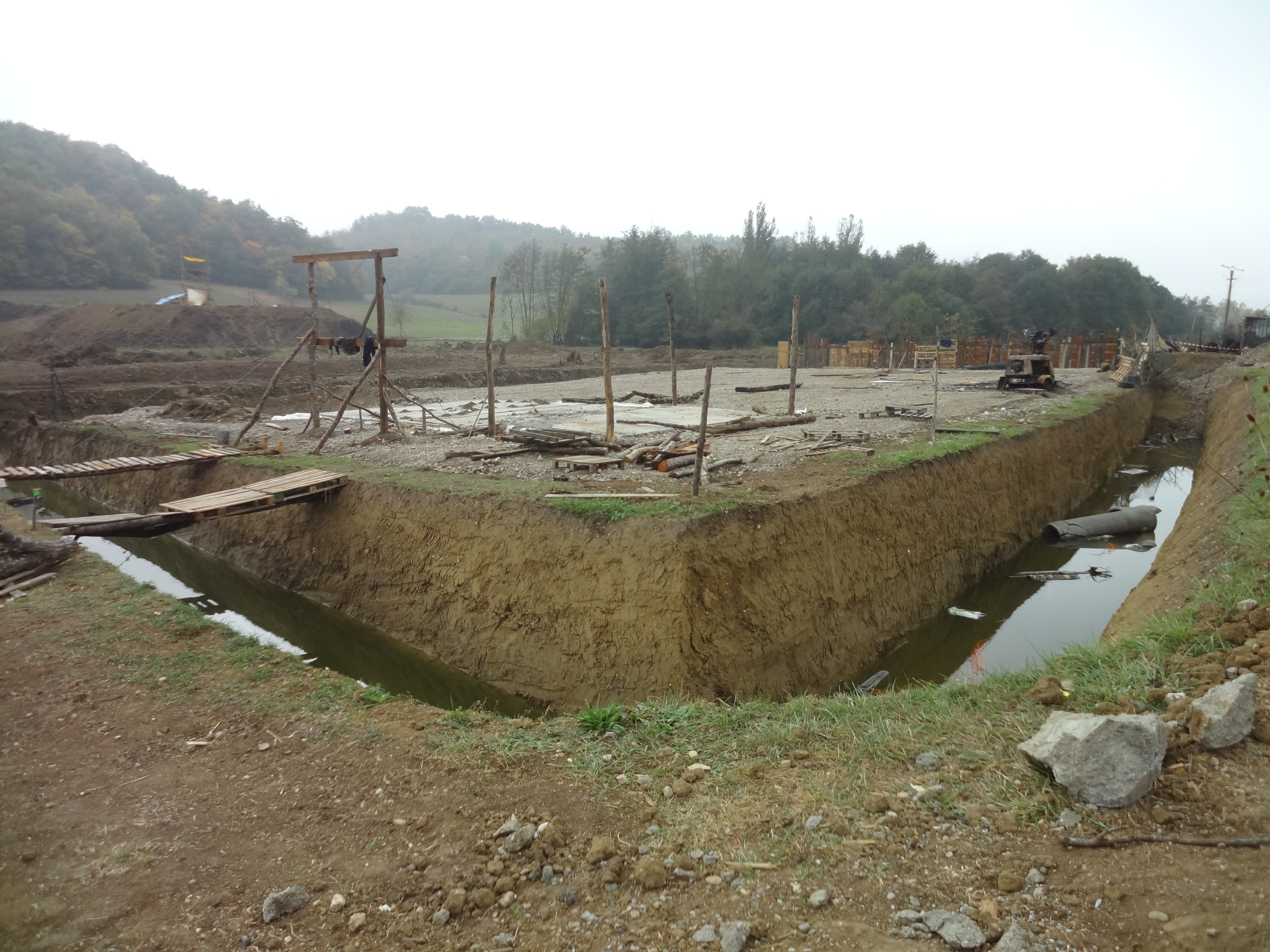

### Communication du ministère de l'Intérieur sur la mort de Rémi Fraisse
Le ministre de l'Intérieur Bernard Cazeneuve affirme qu'à partir de l'instant où il a eu connaissance des faits, il s'est astreint à donner à la justice les éléments nécessaires à l'enquête et qu'il s'est interdit toute intervention pour éviter d'en perturber le cours. « C'est aujourd'hui ce que l'on me reproche. C'est-à-dire de ne pas avoir parlé parce que ma responsabilité était en cause et qu'il fallait que la justice ne voit sur elle s'exercer aucune pression pour qu'elle puisse dire la vérité. » De leur côté, certains médias (dont Le Monde, Le Figaro et Mediapart) mettent en évidence un manque de transparence délibéré voire une « vaine tentative de dissimulation » et de « mensonge d’État »,.
Dans un premier temps, la préfecture et le ministère de l'Intérieur restent effectivement très vagues sur les circonstances de la mort de Rémi Fraisse, qu'elles connaissent pourtant de première main, taisant même les affrontements de la nuit,. Alors qu'une autopsie est réalisée le dimanche matin, il faut attendre le lundi après-midi pour qu'une autopsie complète soit réalisée et publiée. Le journal Mediapart considère que le gouvernement a voulu brouiller les pistes pendant ces 48 heures. Dans le même temps, les gendarmes ne parlent pas des affrontements de la nuit : ils indiquent que les affrontements se sont arrêtés vers 21 heures et ce n'est que le témoignage des opposants qui permet de savoir que la mort de Rémi Fraisse est survenue sur le lieu des affrontements entre opposants et gendarmes.
Le premier communiqué officiel, celui de la préfecture — commandité par le ministre de l'Intérieur — est très vague : « Cette nuit, vers 2 heures du matin, le corps d'un homme a été découvert par les gendarmes sur le site de Sivens. Les sapeurs-pompiers sont intervenus rapidement mais n'ont pu que constater le décès de la victime. » Il est diffusé aux médias le dimanche 26 à 10 heures.
À 19 h 30, le procureur de la République d'Albi, Claude Dérens, accrédite également l'hypothèse d'une découverte fortuite en expliquant que « le terrain a été balayé par des torches, ce qui a permis de repérer le corps d'un homme gisant au sol. Les gendarmes ont immédiatement fait une sortie pour rapatrier le corps ».
Enfin à 20 heures, le ministère de l'Intérieur déclare « Cette nuit, alors que ces violences avaient repris peu après minuit à l'initiative d'un groupe extrémiste de 200 personnes environ, le corps d'un jeune homme a été découvert vers 2 heures. Les secours ont malheureusement constaté son décès. Le préfet du Tarn l'a rendu public en précisant qu'une enquête judiciaire était ouverte pour permettre la recherche des causes du décès. »
Le lendemain, alors que les autorités sont au courant de la cause de la mort, le procureur annonce qu'il est impossible en l'état de la déterminer. Ces éléments de brouillage de l'information sont confirmés par Le Monde qui écrit que « les autorités [ont pris] soin de jouer sur les mots »,.
L'autopsie indique que Rémi Fraisse est mort de plaies importantes au dos, causées par une explosion de trinitrotoluène (TNT). Le 28 octobre Claude Derens, le procureur d'Albi, après avoir dans un premier temps refusé de confirmer l'hypothèse d'une grenade lancée par les forces de l'ordre, évoquée dans la presse, reconnaît que l'enquête est orientée vers une grenade offensive projetée par les forces de l'ordre. Là encore, le discours est en retrait du rapport médico-légal : la blessure, causant un arrachement du dos, des fractures des côtes et de la colonne vertébrale, le sectionnement de la moelle épinière et l'arrachement d'une partie du poumon gauche, ne laisse que peu de doute quant à son origine. Le premier rapport évoque aussi le tir « vers deux heures du matin […] d'une grenade offensive », alors que le journaliste Michel Déléan en compte une quarantaine. Deux semaines après le drame, le directeur de la gendarmerie reconnaît que 23 grenades de ce type ont en fait été lancées entre minuit et trois heures du matin cette nuit-là.
Les enquêteurs recherchent le sac à dos de la victime, afin de comprendre plus précisément comment les blessures mortelles ont été occasionnées. Selon Mediapart, il s'agit là d'une diversion : les gendarmes ayant causé et assisté à la mort de Rémi Fraisse, ce sac ne pouvait pas leur apporter plus de renseignements sur la grenade qu'ils avaient eux-mêmes tirée. En revanche, il pouvait jeter le discrédit sur les zadistes. Selon Véronique Vinet d'EELV, il est faux de dire que les occupants se sont opposés à l'enquête de terrain, ils ont simplement voulu se poser en médiateurs.
Selon diverses sources ayant eu accès à des éléments du dossier (Europe 1, Mediapart et Le Monde), l'ensemble des gendarmes concernés ont été entendus dès les premières heures qui ont suivi le drame, dont notamment le commandant qui aurait donné l'ordre de lancer la grenade, et le gendarme qui s'est exécuté, le chef « J. », ce dernier aurait alors indiqué avoir intentionnellement lancé la grenade « en direction d'un petit groupe de quatre ou cinq hommes qui approchaient » et de sa propre initiative prenant « la décision de jeter une grenade offensive […] au vu de la situation qui à mes yeux était critique ». Ces propos sont d'une part en contradiction avec ceux du commandant d'escadron qui affirme lui que le gendarme se serait efforcé de ne pas lancer la grenade sur les manifestants, et avec ceux du directeur général de la gendarmerie qui affirme de son côté que la grenade a été tirée « non pas sur un individu » mais « dans un secteur donné pour signifier que là on ne rentre pas ». D'autre part, ces propos sont en contradiction avec des déclarations officielles et le témoignage du major « A. » qui affirme aux enquêteurs avoir lui-même « donné l'ordre au chef J. de jeter une grenade de type OF. »
Selon le dossier d'enquête, auxquels ont eu accès Mediapart et l'avocat de la famille, l'officier a commis une faute : contrairement à la procédure (à cause du grillage de 1,8 m de hauteur entourant la zone défendue par les gendarmes), il la jette en l'air au lieu de la jeter au sol. Les gendarmes équipés de lunettes de vision nocturne ont immédiatement vu Rémi Fraisse s’effondrer,,. De plus, selon Le Canard enchaîné, le lancer de la grenade offensive serait lui-même illégal au vu des textes régissant l'emploi de la force publique : du fait de l'absence sur place du préfet ou de son représentant, et du fait qu'un chef d'escadron n'est pas habilité à ordonner ce type d'action, qui nécessite au minimum un lieutenant-colonel.

### Conclusion de l'enquête
Le 8 janvier 2018, les deux magistrates qui enquêtaient sur la mort de Rémi Fraisse ordonnent un non-lieu à renvoi devant le tribunal correctionnel. Selon l'ordonnance des deux juges, le gendarme qui a lancé la grenade tuant Rémi Fraisse a agi dans les règles. Protégeant une zone réservée aux machines de chantier, le gendarme avait décidé de tirer une grenade pour provoquer le recul des manifestants sans avoir souhaité les atteindre. D'après l'enquête le gendarme aurait respecté la distance d'une vingtaine de mètres réglementaire et formulé les sommations d'usage, prévenant ainsi les manifestants. Par ailleurs, les juges considèrent qu'il était obligé de recourir à la force en réaction aux violences subies par les gendarmes. Le non-lieu est confirmé par la Cour de cassation le 7 mai 2019 et en 2021. Le tribunal administratif de Toulouse reconnaît « une responsabilité sans faute de l’État » et le condamne à indemniser la famille. La Cour européenne des droits de l’homme (CEDH) est aussi saisie du dossier.

## Réactions politiques

### Directement après les faits

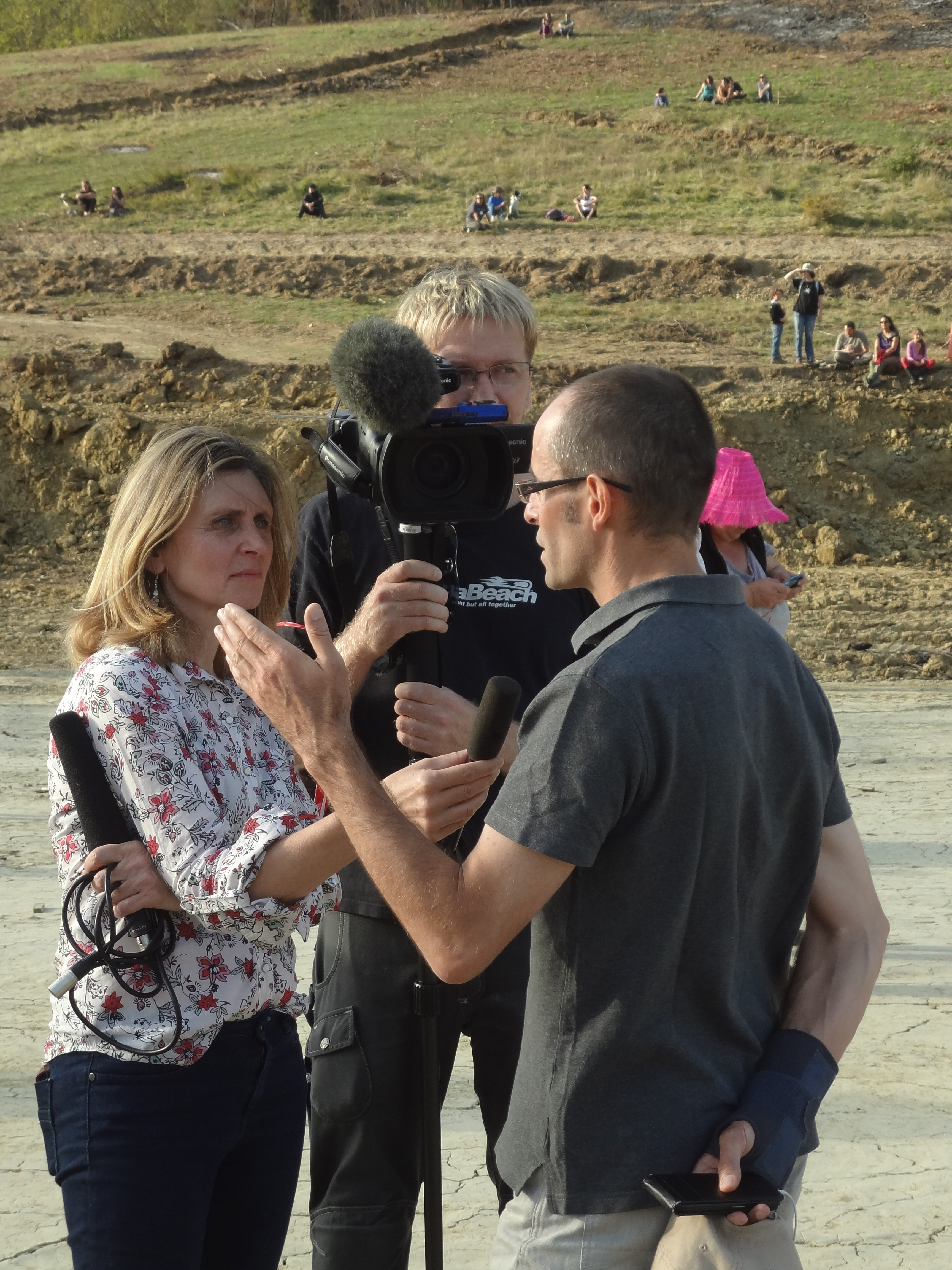
La mort de Rémi Fraisse attire de nombreux journalistes sur le site.

La mort de Rémi Fraisse donne lieu à de nombreuses réactions politiques.
Delphine Batho « condamne les agissements d'un certain nombre de groupes ultra-violents qui cherchent à affronter les forces de l'ordre alors que l'écologie est une valeur positive et pacifique » et appelle Ségolène Royal à mettre en place un moratoire sur ce projet,.
François Hollande appelle au calme et à la compassion : « Quelles que soient les circonstances, quand un jeune disparaît, la première des attitudes, des réactions, c'est celle de la compassion. »
Manuel Valls déclare : « La mort d'un homme dépasse tous les clivages, les oppositions. J'en appelle à la tempérance et à la décence, par respect pour la famille de Rémi Fraisse. » Déplorant les violences commises contre les forces de l'ordre et plaignant les policiers blessés, il considère qu'« il n'y a pas de place dans notre République et dans la démocratie pour les casseurs et, là aussi, la justice doit passer ».
Bernard Cazeneuve suspend l'utilisation des grenades offensives et déclare à propos de la mort de Rémi Fraisse : « Non, il ne s’agit pas d’une bavure […] On ne peut pas présenter les choses ainsi. » À propos du jeune manifestant, il dit ceci : « Comme mes propres enfants, Rémi Fraisse avait sa part de rêves et de convictions… »
Le directeur général de la gendarmerie Denis Favier affirme que « l'ensemble de la gendarmerie exprime sa compassion » pour la famille de Rémi Fraisse, et ajoute : « Nous avons tous besoin de savoir ce qui s'est passé. » Mais considérant qu'il n'y a pas eu de faute, il exclut de suspendre les gendarmes impliqués dans le drame et refuse de démissionner.
François Fillon considère que « ceux qui font de la violence politique une arme désormais systématique contre tous les projets d'infrastructures ont aussi leur part de responsabilité dans cette mort ».
Le président du conseil général du Tarn Thierry Carcenac suscite la consternation en déclarant sur la mort du jeune homme : « Mourir pour des idées, c’est une chose, mais c’est quand même relativement stupide et bête,. » Thierry Carcenac reconnaît avoir employé une « expression malheureuse », précisant qu'il voulait dire « qu'il était inacceptable qu'un jeune de 20 ans meure dans ces conditions ». Il se dit très affecté par ce « drame atroce ».
La députée FN Marion Maréchal-Le Pen déclare que les forces de gendarmerie agissent pour défendre l'ordre républicain : « [Cazeneuve] a suspendu l’utilisation des grenades offensives, jetant par la même occasion la suspicion sur les forces de l’ordre, alors que c’est un accident extrêmement triste, mais isolé. »
Le 17 novembre, le Conseil de Paris observe une minute de silence en hommage à Rémi Fraisse. Les élus de droite décident de boycotter cet hommage.

### Avec le recul
En mai 2017 Jean-Luc Mélenchon affirme dans un meeting que l’ancien ministre de l’Intérieur Bernard Cazeneuve est directement responsable de la mort de Rémi Fraisse  « Cazeneuve. Le gars qui s’est occupé de l’assassinat de Rémi Fraisse. Le gars qui a fait gazer, matraquer toutes les manifestations et qui prend maintenant sa tête de petite sainte-nitouche pour me dire que c’est moi qui ne sais pas choisir entre le Front national et je ne sais pas qui »
 Le Premier ministre menace de porter plainte contre Jean-Luc Mélenchon pour diffamation.

### Polémiques sur les consignes données aux forces de l'ordre
Le préfet du Tarn Thierry Gentilhomme s'exprime pour la première fois sur les événements, deux semaines après le drame.
Le dimanche 9 novembre, dans un entretien à La Dépêche du Midi, il dénie toute consigne de sévérité donnée aux forces de l'ordre et évoque des « consignes d'apaisement du ministère ». Il justifie sa décision de maintenir les forces de l'ordre le samedi soir sur le site en affirmant que faire autrement « était l'assurance que le chantier ne pourrait pas reprendre le lundi ou le mardi ». Par ailleurs, il déclare que « La manifestation avait été préparée avec les organisateurs, le cadre avait été fixé : ne pas s'approcher à plus de 400 mètres du chantier ni stationner sur la D 999. », et que les objectifs définis étaient selon lui d'« éviter le contact entre pro et anti barrage, nous avions aussi des renseignements concernant des risques de débordements sur le site, à Gaillac et Albi ».
Selon les journaux Le Monde et Mediapart, ces déclarations sont en partie contredites par le commandant du groupement de gendarmes qui opérait à Sivens le 26 octobre, qui affirme sur procès-verbal trois heures après le drame que le préfet du Tarn leur « avait demandé de faire preuve d’une extrême fermeté vis-a-vis des opposants par rapport à toute forme de violences envers les forces de l’ordre ».
Bernard Cazeneuve, le mercredi 12 novembre à l'Assemblée nationale, en réponse à une question du député écologiste François de Rugy évoquant les informations du Monde sur des consignes d’extrême fermeté données par le préfet du Tarn, et sur l'intoxication médiatique de la préfecture et du ministère de l'Intérieur durant les premiers jours de l'affaire, confirme qu'il « [avait] conscience depuis des semaines du climat d’extrême tension qui existait à Sivens » mais se défend d'avoir donné des consignes de fermeté contre les manifestants.

## Enquêtes
À la suite de ce décès, plusieurs enquêtes sont ouvertes :
- L'enquête administrative de l'Inspection générale de la gendarmerie demandé par le ministre de l'Intérieur Bernard Cazeneuve
- L'enquêtes judiciaire ouverte à la suite des plaintes déposées par l'avocat de la famille de Rémi Fraisse : l'une pour « homicide volontaire » et l'autre pour « violences ayant entraîné la mort sans intention de la donner ». Le parquet de Toulouse, compétent pour les affaires touchant au domaine militaire est saisi de l'affaire qui ouvre le 29 octobre une information judiciaire contre X au motif : « violences volontaires ayant entraîné la mort sans intention de la donner, faits commis par une personne dépositaire de l'autorité publique dans l'exercice de ses fonctions ».
- À la demande de la députée Cécile Duflot une commission d’enquête parlementaire est ouverte. Le 3 décembre 2014, l'Assemblée nationale décide, « relative aux missions et modalités du maintien de l'ordre républicain, dans un contexte de respect des libertés publiques et du droit de manifestation »..
- Le Défenseur des droits Jacques Toubon annonce se saisir d'office et ouvre une enquête « de la mort de ce jeune homme », en tant qu'autorité indépendante.
- Enquête de la Ligue des droits de l'homme.

### Enquête administrative de l'Inspection générale de la gendarmerie
Le rapport d'enquête de l'Inspection générale de la gendarmerie nationale (IGGN), demandé par le ministre de l'Intérieur Bernard Cazeneuve et reçu le 2 décembre, « a été transmis à la justice pour être versé à la procédure judiciaire en cours ». L'objectif de l'enquête était de définir les conditions dans lesquelles « les opérations de maintien de l'ordre avaient été conçues, conduites et exécutées depuis fin août » et d'estimer « le respect des procédures d'engagement et la conformité à la déontologie ».
Le chef de l'IGGN, le général Pierre Renault et le général Marc Betton, coordonnateur des enquêtes internes à l’IGGN, auditionnés, par la commission des lois de l'Assemblée nationale le 2 décembre, ont présenté ce document.

#### Contenu
Ce rapport conclut qu'« En l'état des informations recueillies au cours de cette enquête, et au plan
administratif [...], l'IGGN ne dispose pas d’éléments permettant de caractériser une faute professionnelle » concernant la « mise en œuvre » de la grenade qui a tué Rémi Fraisse. Le directeur de l'IGGN déclare qu'« il reviendra à l'enquête judiciaire de déterminer l'exacte responsabilité et le degré de responsabilité imputable au lanceur » de la grenade offensive.
Selon l'IGGN, la première autopsie du 27 octobre n'avait pas permis de déterminer l'origine précise de la mort de Rémi Fraisse. C'est le 28 octobre que les résultats des analyses « permettent d'affirmer que la blessure (...) est imputable aux effets d'une grenade offensive en dotation dans la gendarmerie mobile ».
Le général Pierre Renault évoque par ailleurs ce qu'il appelle « l’affaire de la caravane » qui s'est déroulée le 7 octobre 2014. Un gendarme a utilisé une grenade de désencerclement contre des manifestants qui ne menaçaient pas directement sa sécurité. Il s'agit d'une « faute d’appréciation qui doit être sanctionnée au plan professionnel ».

#### Réactions
Les analyses et conclusions de ce rapport de l'IGGN qui ne contient « aucun témoignage des opposants au projet de barrage de Sivens » sont contestables selon le journaliste Sylvain Mouillard de Libération. Le journal Le Monde fait la même remarque.
Ben Lefetey, porte-parole du collectif pour la sauvegarde de la zone humide du Testet, qui n'a pas donné suite à une sollicitation de témoignage déclare « Ces conclusions ne sont pas une surprise, la gendarmerie couvre ses gendarmes, comme depuis le début. On attend beaucoup plus de l'enquête judiciaire. La question reste posée: pourquoi le gouvernement a pris la décision de faire prendre des risques à ses forces de l'ordre et aux manifestants pour garder un bout de grillage alors que le même gouvernement recommandait de suspendre le projet ? »
Guillaume Cros, le président du groupe Europe Écologie Les Verts au conseil régional Midi-Pyrénées déclare : « Les premières conclusions du rapport administratif rendues par l’IGGN sur la mort de Rémi Fraisse dans la nuit du 25 octobre dernier sont bien loin de ce que nous avons pu constater sur la terrain pendant cette période. Sans surprise, le rapport ne dit rien ou presque sur le harcèlement quotidien, sur les violences disproportionnées des forces de l’ordre, sur les méthodes employées par les gendarmes mobiles présents sur place depuis la fin du mois d’août. Pire, ce rapport donne une vision caricaturale de la mobilisation des opposant-es au projet de barrage de Sivens. Rien ne justifie dans ce rapport la présence de ces forces de police le jour de la mort de Rémi Fraisse si ce n’est la défense d’un simple grillage. Rien aussi sur la chaîne de commandement le week-end du 25 octobre ! Une information judiciaire est toujours en cours devant le parquet spécialisé des affaires militaires de Toulouse. Nous suivons également avec attention le travail mené par la Ligue des Droits de l’Homme sur les violences policières et nous serons enfin très attentifs aux travaux menés par la commission d’enquête parlementaire présidée par Noël Mamère qui devrait permettre de mener une réflexion sur l’usage de la force et le maintien de l’ordre dans notre démocratie ».
L'avocat de la famille de Rémi Fraisse, Maître Halimi, a déclaré « chaque phrase de cette audition est un mensonge. La famille avait demandé la vérité au président de la République, elle est contrainte de constater que le mensonge est encore plus lourd et encore plus cynique »
Le journal Le Monde, qui a eu accès à la commission rogatoire de l’Inspection générale de la gendarmerie nationale (IGGN) déposée auprès de la juge Anissa Oumohand, déclare que l'enquête des gendarmes est bâclée, marque un recul, les gendarmes n'ayant pas enquêté sur les faits mais sur le climat de la ZAD dans les semaines précédentes et sur la personnalité de la victime qu'ils qualifient de "totalement et irrémédiablement pacifique".

### Enquête parlementaire
Afin de faire la transparence sur ces événements, dès le 28 octobre, la députée Cécile Duflot souhaite la mise en place d’une commission d’enquête parlementaire.
Le 3 décembre 2014, l'Assemblée Nationale décide, sur une proposition du groupe écologique, l'ouverture d'une commission d'enquête parlementaire « relative aux missions et modalités du maintien de l'ordre républicain, dans un contexte de respect des libertés publiques et du droit de manifestation ». 

Les écologistes ont usé du droit, dit "de tirage", dont dispose tous les ans chaque groupe d'opposition ou minoritaire à obtenir la constitution d'une commission d'enquête, elle a été acceptée à condition qu'elle ne porte pas sur des faits faisant l'objet de poursuites judiciaires. Seul le groupe UMP a refusé d’approuver la commission d’enquête. Le PS, l’UDI et les radicaux de gauche ne s'y sont pas opposés mais ont fait part de leurs doutes sur son utilité et de leur agacement vis-à-vis de Noël Mamère, qui sera probablement président de cette commission. Ainsi cette enquête ne peut pas porter directement sur les causes de la mort de Rémi Fraisse, pour laquelle une enquête judiciaire est en cours, mais sur les conditions de l'exercice du maintien de l'ordre en France en regard de ce qui est pratiqué dans les autres pays européens.

### Enquête et procédures judiciaires
L'avocat de la famille de Rémi Fraisse informe le 28 octobre avoir déposé deux plaintes : l'une pour « homicide volontaire » et l'autre pour « violences ayant entraîné la mort sans intention de la donner ». Le procureur de la République d'Albi se dessaisit du dossier au profit du parquet de Toulouse, compétent pour les affaires touchant au domaine militaire, lequel ouvre le 29 octobre une information judiciaire contre X aux motifs de « violences volontaires ayant entraîné la mort sans intention de la donner, faits commis par une personne dépositaire de l'autorité publique dans l'exercice de ses fonctions ».
Le 14 janvier 2015, le gendarme J. qui avait lancé la grenade mortelle est placé en garde à vue dans le cadre de l'enquête judiciaire visant les « faits commis par une personne dépositaire de l'autorité publique dans l'exercice de ses fonctions ». Il est relâché peu après.
Selon Le Monde, les magistrats ont refusé la demande des avocats de la famille de Rémi Fraisse d'auditionner le préfet et son directeur de cabinet, pourtant responsables des opérations de maintien de l’ordre. « Pas, en l'état, utile à la manifestation de la vérité » et « que très indirectement lié aux faits », selon Mme Oumohand. Le journal note aussi qu'aucun acte d’investigation n’a été ordonné depuis le mois de mars.
Selon ce même journal, l'enquête de gendarmerie relève de nombreuses contradictions dans les déclarations des forces de l'ordre et des autorités, sans qu'aucune réelle investigation n'ait été menée pour faire la lumière à ce sujet.
Le 11 janvier 2017, les deux juges toulousaines saisies de l’enquête communiquent leur dossier au procureur de la République afin qu’il prenne ses réquisitions, procédure préalable à la clôture de l'instruction. Les deux années d’enquête n’ont conduit à aucune mise en examen. Le gendarme auteur du tir de grenade offensive qui a causé la mort de Rémi Fraisse est placé sous le statut de témoin assisté en mars 2016 et interrogé une seule fois par les juges. Le préfet du Tarn de l’époque n’a pour sa part jamais été entendu par celles-ci.
Face au non-lieu qui se dessine, la famille de Rémi Fraisse dépose deux plaintes le 18 janvier 2017. La première pour homicide involontaire à l'encontre du préfet, Thierry Gentilhomme, et de son chef de cabinet, Yves Mathis. La seconde plainte est déposée à l'encontre de trois gendarmes, dont l'auteur du tir mortel de grenade, pour faux témoignages, du fait de contradictions apparues dans leurs différentes auditions.
Le 27 mars 2017, les avocats de la famille déposent une « requête en renvoi pour cause de suspicion légitime » à la Cour de cassation, demandant que la juridiction de Toulouse soit dessaisie de l’affaire. Selon Mediapart, la requête est rejetée « sèchement » par la chambre criminelle le 16 mai 2017.
Selon des informations obtenues par Mediapart, le 20 juin, le procureur de la République de Toulouse, Pierre-Yves Couilleau, a requis un non-lieu pour clore le dossier.
Un non-lieu est rendu le 9 janvier 2018 par les juges d'instruction.
Le père de Rémi Fraisse se pourvoit alors en cassation, dénonçant une justice d'exception par le choix d'un juge d'instruction, statuant en matière militaire, et qui ne requiert aucun acte d'investigation au profit de la victime. Toutefois ce pourvoi est rejeté le 7 mai 2019 par la Cour de Cassation.
En novembre 2021, le tribunal administratif juge l’État responsable mais pas coupable de la mort de Rémi Fraisse.

### Enquête du Défenseur des droits
Le Défenseur des droits Jacques Toubon annonce de son côté avoir décidé de se saisir d'office « de la mort de ce jeune homme », en tant qu'autorité indépendante Le 1er décembre 2016, il publie une décision relative aux circonstances du décès du jeune militant écologiste. Son enquête dédouane le gendarme auteur du tir, mais critique le manque de clarté des instructions, ayant « conduit les forces de l’ordre à privilégier (…) la défense de la zone, sur toute autre considération, sans qu’il soit envisagé à aucun moment de se retirer ».

### Enquête de la Ligue des droits de l'homme
Le 23 octobre 2015, la Ligue des droits de l’homme (LDH) présente les conclusions de la commission d’enquête citoyenne lancée après la mort de Rémi Fraisse, « visant à recenser systématiquement les faits liés à cet événement, à analyser son contexte et à porter ainsi un éclairage sur les conditions qui ont conduit à la mort de ce jeune militant écologiste sur le site de Sivens. » L'enquête menée pendant un an par la commission est basée sur une trentaine d'auditions, complétée par « la lecture et le visionnage critiques de l’ensemble des écrits et documents audiovisuels publics et privés disponibles concernant cette affaire. »
Le rapport d'enquête rendu public revient sur l’historique du projet de barrage, sur l’ensemble des violences commises sur le site dès la mise en œuvre du chantier, sur « le contexte spécifique du décès de Rémi Fraisse et particulièrement les conditions d’intervention des agents et des autorités responsables du maintien de l’ordre », et enfin sur « les réactions des autorités étatiques et judiciaires dans les heures et les jours qui ont suivi cette mort ».
Dans ses conclusions, le rapport dénonce « un régime de violences policières qu’aucun citoyen attaché aux règles démocratiques ne saurait tolérer » et « la légalité douteuse des opérations de maintien de l’ordre menées à Sivens ».

### Autres enquêtes administratives
Selon le rapport d'enquête administrative, à la suite de ces journées de manifestation les plaintes suivantes ont été déposées :
- Une plainte d'une journaliste de M6 pour la dégradation de sa voiture le 8 octobre[98] ;
- 9 plaintes pour « violences policières ». Trois procédures sont closes avec auteurs non identifiés, les autres enquêtes sont, au 2 décembre 2014, en cours[99] ;
- 11 plaintes déposées par des gendarmes pour des violences exercées par les opposants[99].

## Place de la violence dans la contestation et exercice du maintien de l'ordre

### Rapports entre les habitants du site et les opposants
La première catégorie de faits de violences verbale et physique concerne les relations entre opposants et habitants de la région. À l'extérieur de la zone du chantier circulent des rumeurs de vols, dégradations nocturnes, menaces, comportements menaçants, etc. Un maraîcher bio évoque une route bloquée et des accès aux champs devenus impossibles pour certains agriculteurs. « Ils m'invectivent sur les marchés, je les rends fous car en tant qu'agriculteur bio, je devrais être de leur côté. Sans irrigation, les petits agriculteurs vont mettre la clé sous la porte. Il restera une concentration de quelques exploitations. On va donc en arriver à ce qu'ils dénoncent… Et là, ils vont voir à quoi ça ressemble, l'agro-industrie ! ». Des faits ont fait l'objet de plaintes, lorsque 1 000 faisans d'élevage ont été lâchés le 12 septembre, soit 11 000 € de perte financière. Deux jeunes sont frappés dans un camion dont les vitres sont brisées par une dizaine d'agriculteurs, ils ont été hospitalisés,.
La tension est extrême entre les habitants, les agriculteurs opposés au projet de barrage sont menacés par d'autres agriculteurs.

### Comportement des manifestants

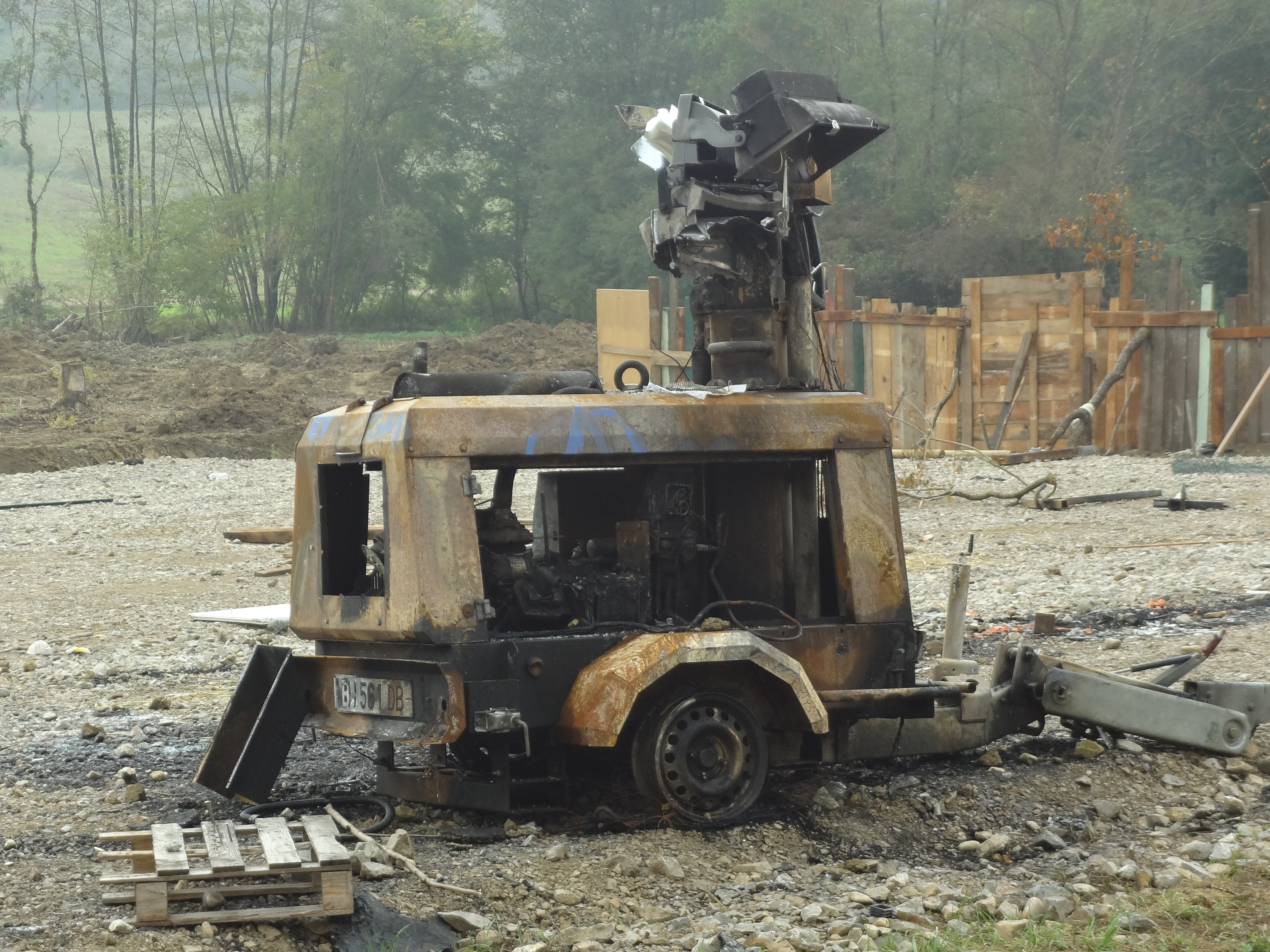
Groupe électrogène incendié la nuit précédant la nuit de la mort de Rémi Fraisse.

Lors de la destruction de biens matériels, des manifestants pacifiques justifient ces actes ainsi : « détruire des machines, ce n'est pas de la violence, c'est du sabotage pour mettre les forces de destruction hors d'état de nuire ». Les deux mots d'ordre des opposants sur le site seraient « résistance et sabotage » (comme à Notre-Dame-des-Landes), ce type d'action (sans violence sur les personnes) étant soutenu par des personnalités, comme José Bové. Selon l'universitaire Xavier Crettiez, alors que « Le déclin des voies d’action belliqueuse pour s’exprimer est constant et marqué depuis les années 1970 », « Depuis quelques années demeure néanmoins un activisme radical au sein d’une mouvance hétérogène, réunissant des militants environnementaux et des franges du mouvement altermondialiste ».
Le criminologue Alain Bauer considère que « les militants pacifiques ont été submergés par les manifestants radicalisés » et qu'une partie des opposants cherchent à « instaurer une négociation, et vaincre l'obstination institutionnelle » mais qu'il existe aussi des manifestants et des organisations qui recherchent « uniquement l'affrontement, devenu une fin en soi ». Bauer évoque le Black Block, un mode d'« organisation de type nébulaire », sans responsable désigné. Ces organisations sont variées, « allant de l'anarcho-environnementaliste à l'anarchiste révolutionnaire, au gauchiste radicalisé ».
Selon José Bové, au contraire, les opposants au projet restent non violents à une « écrasante majorité ».
À partir du 25 octobre, la gendarmerie fait usage de grenades offensives de type « OF F1 ».
Au 30 octobre 2014, le ministre de l'Intérieur Bernard Cazeneuve fait état de 56 blessés parmi les forces de police et de gendarmerie depuis le début de septembre, dont « 41 sont en fait des policiers, pour beaucoup blessés après la mort de Rémi Fraisse lors des manifestations en son hommage, notamment à Albi et Nantes ». Le gendarme le plus gravement blessé a reçu 45 jours d'ITT. Les gendarmes affirment avoir reçu des bouteilles d'acide chlorhydrique, ce qui est contesté par les occupants de la ZAD. Lors de certaines journées d'affrontements, ils auraient en outre reçu des cocktails molotov et des pierres, lancées à la main ou au lance-pierres. Les zadistes auraient aussi posé des pièges (dont la gendarmerie ne précise pas la nature). Les gendarmes ont aussi trouvé « dissimulés dans une barricade » des cocktails molotov, des bouteilles d’acide chlorhydrique, des jerrycans d’essence ainsi qu'une bouteille de gaz.

### Comportement des forces de l'ordre
Gérard Onesta estime que les forces antiémeutes ont eu « pour mission de faire mal ». Le vice-président de la région Poitou-Charentes, Benoît Biteau, du Parti radical de gauche, « constate l’extrême violence des forces de l’ordre face à des militants pacifiques ». Le ministre de l'Intérieur Bernard Cazeneuve affirme ne pas avoir donné des consignes de fermeté envers les opposants au barrage : « J'avais conscience depuis des semaines du climat d'extrême tension de Sivens. J'étais désireux de faire en sorte que celui-ci ne conduise pas à un drame. C'est d'ailleurs la raison pour laquelle il n'y avait pas de forces prépositionnées le vendredi soir à Sivens et, si elle l'ont été ultérieurement, c'est qu'il y a eu dans la nuit du vendredi au samedi des heurts qui témoignaient de la violence d'un petit groupe qui n'a rien à voir avec les manifestants pacifiques de Sivens. ».
Le conseiller général du Tarn Jacques Pagès, le seul à avoir voté contre le projet de barrage, s'est rendu le 3 septembre sur le chantier. Selon lui, les manifestants étaient ce jour-là tous pacifiques, mais il dit avoir été traité de façon méprisante par les forces antiémeutes qui n'auraient pas respecté son statut d'élu, puis l'auraient renversé et jeté dans le fossé. Il avertit par la suite le président du conseil général du risque qu'il y a à laisser faire ces violences.
Selon certains témoins, les forces antiémeutes auraient proféré des insultes et affiché ouvertement leur mépris à leur égard,.
Plusieurs témoins et une vidéo militante relayée par Mediapart affirment que les gendarmes auraient eu carte blanche pour incendier les affaires personnelles des zadistes : les témoignages indiquent que chaque matin, ou presque, les gendarmes saccageraient les lieux d'habitation des opposants, pilleraient leurs affaires personnelles et les incendieraient,,, y compris les papiers d'identité. Invité par Mediapart à commenter une vidéo enregistrée par un des zadistes, le représentant de la gendarmerie peinera à justifier ces actes.
Le 8 septembre, cinq opposants s'étaient enfouis à mi-buste dans le chemin d'accès au chantier pour le bloquer. Une fois la presse partie, « les forces mobiles ont envoyé des gaz lacrymogènes en direction des cinq personnes ainsi que de tirs de Flash-Ball », une personne a perdu connaissance et a dû être évacuée en état de choc au CHU d’Albi (une simple entorse a été diagnostiquée). Sa plainte a été refusée à la gendarmerie. Certains opposants s'étaient installés dans les arbres pour empêcher leur abattage. Lors des opérations d'élagage, les forces antiémeutes auraient expulsé les opposants sans prendre de précaution particulière quant à leur sauvegarde physique,.
Le 9 septembre, un journaliste travaillant pour Reporterre, Emmanuel Daniel, est « molesté » et évacué de force avec les opposants occupant le conseil général du Tarn, malgré les cris de confrères témoignant de son statut et être parvenu à brandir sa carte de presse.
D'autres cas de « violences policières » sont signalés, dont des matraquages sur personnes âgées ou sur personnes au sol. Les gendarmes s'en prendraient aussi aux clowns activistes, dont le rôle revendiqué est pourtant de désamorcer les tensions afin d'éviter les violences. La presse signale aussi un tir tendu de gomme-cogne le 10 septembre, causant 45 jours d'ITT à un manifestant,.
Avant la mort de Rémi Fraisse, le cas de violence le plus grave reporté semble être celui survenu le 7 octobre, lorsqu'un gendarme mobile jette intentionnellement une grenade (dont le modèle n'est pas formellement établi) dans une caravane au cours d'une expulsion illégale, et blesse grièvement une zadiste à la main,,,,. Cette jeune fille, Elsa Moulin, qui a porté plainte, a reçu 45 jours d'ITT et souffre depuis d'une infirmité permanente.
Une vingtaine de plaintes, liées à des violences supposées de gendarmes sont enregistrées. Outre les plaintes de zadistes, le Défenseur des droits est saisi. L'avocate des zadistes signale aussi des disparitions de preuve. Pour certains observateurs, il était prévisible que ces violences débouchent sur un drame,.

## Vidéos
1. 1 2  LCP AN, « Bernard Cazeneuve se défend d'avoir donné des consignes de fermeté contre les manifestants à Sivens », Le Monde,‎ 12 novembre 2014 (lire en ligne [vidéo], consulté le 12 novembre 2014)
2. 1 2  [vidéo]Tristan Berteloot, « Sivens : une vidéo montre les affrontements qui ont précédé la mort de Rémi Fraisse », Libération,‎ 28 octobre 2014 (ISSN 1298-0463, lire en ligne, consulté le 6 novembre 2014).
3. 1 2  [vidéo] BFM TV, « Mort de Rémi Fraisse: Denis Favier, directeur général de la gendarmerie, invité de BFMTV », sur YouTube, 29 octobre 2014
4. ↑  [vidéo] Mediapart, « Sivens : la gestion des forces de l'ordre et les violences policières », 6 novembre 2014 à 4 min 20 s.
5. ↑  [vidéo] Mediapart, « Sivens : la gestion des forces de l'ordre et les violences policières », 6 novembre 2014 à 2 min 40 s.
6. ↑  [vidéo] Mediapart, « Sivens : la gestion des forces de l'ordre et les violences policières », 6 novembre 2014 à 4 min 50 s.
7. ↑  [vidéo]« Bernard Cazeneuve se défend d'avoir donné des consignes de fermeté contre les manifestants à Sivens », Le Monde,‎ 12 novembre 2014 (lire en ligne)
8. 1 2  [vidéo] « Sivens : la gestion des forces de l'ordre et les violences policières » de 19 min 10 s à 24 min 20 s.
9. ↑  [vidéo]« Sivens : une manifestante accuse un gendarme d'avoir lancé une grenade dans une caravane occupée », France TV Info,‎ 29 octobre 2014 (lire en ligne)

#### Ressource en eau dans le bassin Adour-Garonne
- Plan de gestion d'étiage divisionnaire du bassin du Tecsou, septembre 2003, 12 p. (lire en ligne) [PDF]Approuvé par les conseils généraux du Tarn, du Tarn-et-Garonne et de la Haute-Garonne, l'État représenté par la préfète de Tarn-et-Garonne, usagers préleveurs du bassin, agence de l'eau Adour-Garonne
- « Le SDAGE Adour-Garonne 2010-2015 », sur www.eau-adour-garonne.fr, Agence de l'eau Adour-Garonne, 2009 (consulté le 5 novembre 2014)
- Jean-Alfred Bedel, Philippe Quévremont (membres du CGEDD) et Gérard Degoutte, Gérard Lebourdais, Patrick Hurand (membres du CGAAER), Retenues de stockage d'eau du Bassin Adour-Garonne, Conseil général de l'environnement et du développement durable (CGEDD) - Conseil général de l'alimentation, de l'agriculture et des espaces ruraux (CGAAER), novembre 2011, 189 p. (lire en ligne) [PDF]
- Jean-Baptiste Danel, Conséquences sur les filières agricoles et agroalimentaires de l’atteinte des objectifs quantitatifs de la Directive cadre sur l’eau et du SDAGE dans le bassin Adour-Garonne, Conseil général de l'alimentation, de l'agriculture et des espaces ruraux (CGAAER), décembre 2011, 38 p. (lire en ligne) [PDF]
- Acteon Environnement, Groupe Futuribles, CACG, IRSTEA, Garonne 2050 : une étude prospective sur les besoins et les ressources en eau, à la base d’une stratégie d’adaptation au changement climatique - synthèse, Agence de l'eau Adour-Garonne, 2013, 15 p. (lire en ligne) [PDF] et rapport complet (68 p.) (lire en ligne) [PDF]

#### Barrage de Sivens
- DREAL Midi-Pyrénées, Avis sur le projet de création de la retenue d'eau de Sivens, 9 juillet 2012, 15 p. (lire en ligne) [PDF]
- Conseil scientifique régional du patrimoine naturel, Avis du CSRPN à la demande de dérogation dans le cadre de la réalisation des travaux liés à la création d'une retenue d'eau sur la commune de Sivens (bassin du Tecsou), 7 décembre 2012, 2 p. (lire en ligne) [PDF]
- Conseil national de la protection de la nature (CNPN)**CNPN, Avis du CNPN sur une demande de dérogation portant sur une(des) espèce(s) soumise(s) au titre 1er du livre IV du code de l'environnement, 16 avril 2013, 6 p. (lire en ligne) [PDF]
  - CNPN, 2e avis du CNPN sur une demande de dérogation portant sur une(des) espèce(s) soumise(s) au titre 1er du livre IV du code de l'environnement, 16 septembre 2013, 1 p. (lire en ligne) [PDF]
- Préfets du Tarn et du Tarn-et-Garonne, Arrêté interdépartemental du 3 octobre 2013 déclarant le projet d'intérêt général et portant prescriptions relatives à la sécurité de la retenue de Sivens, 3 octobre 2013, 36 p. (lire en ligne) [PDF]
- Collectif pour la sauvegarde de la zone humide du Testet, La destruction de la zone humide du Testet : Une décision de l'État français contraire à la Convention de Ramsar, février 2014, 13 p. (lire en ligne) [PDF]
- Nicolas Forray et Pierre Rathouis, Expertise du projet de barrage de Sivens (Tarn), Conseil général de l'environnement et du développement durable, octobre 2014, 57 p. (lire en ligne) [PDF]

#### Rapports d'enquête
- Marc Baudet, Gilles Miramon, Rapport relatif à l'emploi des munitions en opérations de maintien de l'ordre., IGGN, IGPN, 13 novembre 2014, 41 p. (lire en ligne) [PDF]
- Pierre Renault, Marc Betton, Richard Anin, Rapport d'enquête administrative relative à la conduite des opérations de maintien de l'ordre dans le cadre du projet de barrage de Sivens (Tarn)., IGGN, 2 décembre 2014, 45 p. (lire en ligne) [PDF]

#### Directive réglementaire
- Instruction relative à l’emploi du pistolet à impulsions électroniques (PIE), des lanceurs de balles de défense (LBD) de calibre 40 et 44 mm et de la grenade à main de désencerclement (GMD) en dotation dans les services de la police nationale et les unités de la gendarmerie nationale, Ministère de l'Intérieur, 2 septembre 2014 (lire en ligne) [PDF]

#### Sur la mort de Rémi Fraisse
- Vincent Coquaz, « Mélenchon-Cazeneuve : ce que l’on sait des responsabilités concernant la mort de Rémi Fraisse », Libération,‎ 29 mai 2017 (lire en ligne).